# Gianni Garko
Giovanni Garcovich (Zara, Dalmacia, Italia, ahora Zadar, Croacia, 15 de julio de 1935) más conocido como Gianni Garko, es un actor croata-italiano. Conoció la fama como protagonista de los spaghetti westerns de los años 60, donde frecuentemente se le anunciaba como John Garko y ocasionalmente como Gary Hudson. Posiblemente sea más conocido por su papel como Sartana, comenzando con la primera película oficial, Si te encuentras con Sartana... ruega por tu muerte y protagonizando tres secuelas más con este personaje.

## Primeros años y educación
De ascendencia dálmata, italiana y croata, Garko nació con el nombre de Giovanni Garcovich en Zara (ahora Zadar, Croacia ), en ese momento parte de la Italia fascista . En 1948 se trasladó a Trieste y más tarde a Roma, a la Accademia Nazionale di Arte Drammatica Silvio D'Amico .

## Carrera cinematográfica

### Primeros papeles
Su primer papel destacado en una película fue un papel pequeño pero importante en el drama sobre el Holocausto nominado al Premio de la Academia, Kapò (1960), dirigido por Gillo Pontecorvo . Siguió interpretando papeles en diferentes producciones italianas, incluidas epopeyas de espadas y sandalias como Los Mongoles (1961) y Maciste el invencible (1961).
En 1964 protagonizó la comedia teatral Le baruffe chiozzotte en el Teatro Lirico de Milán, dirigida por Giorgio Strehler .
Su gran oportunidad llegó cuando tuvo un papel en El camarada Don Camilo (1965).

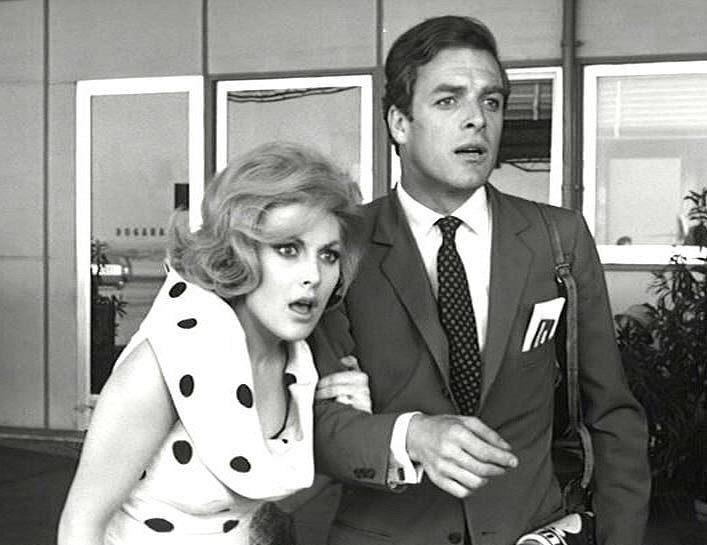
Graziella Granata y Gianni Garko en El camarada Don Camilo (1965)

### Spaghetti Western y Sartana

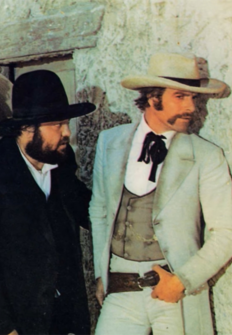
Gianni Garko y Cris Huerta en El halcón de Sierra Madre (1972)

Garko se convirtió en una estrella en Europa en la película Spaghetti Western de 1966, Baño de sangre al salir el sol . En esta película, interpretó a un antagonista llamado El General Sartana. En 1968 interpretó a un protagonista no relacionado también llamado Sartana en Si te encuentras con Sartana... ruega por tu muerte. La película fue un éxito de taquilla inmediato y dio lugar a cuatro películas oficiales posteriores de Sartana, con Garko protagonizando las tres primeras: Yo soy vuestro verdugo (Yo soy Sartana) (1969), Buen funeral amigos...paga Sartana (1970), y Enciende la mecha... Sartana is Coming (1970). George Hilton protagonizó la cuarta, Vende la pistola y cómprate la tumba (Ha llegado Sartana) (1970).
Otros westerns notables en los que Garko protagonizó fueron Como lobos sedientos ($10,000 Blood Money) (1967) como un Django no oficial, Tu cabeza por mil dólares (Vengeance is Mine / $100,000 for a Massacre, 1967), Persecución mortal (The Price of Death) (1971), Y dejaron de llamarle Camposanto(They Call Him Cemetery) (1971) junto a William Berger, así como un papel secundario en El Hombre de Río Malo (Bad Man's River, 1971) con Lee Van Cleef . Durante este tiempo alcanzó considerable fama en Alemania, Italia y España . Fuera del género western, Garko protagonizó Five for Hell (1969) con su coprotagonista Klaus Kinski, un pequeño papel en Waterloo (1970) como el valiente y enérgico comandante de artillería francés Antoine Drouot, y The Heroes (1973), ambas con Rod Steiger .

### Post-Spaghetti Westerns
Como muchos de sus contemporáneos, su brillo disminuyó a medida que el Spaghetti Western comenzó a decaer. Aún pudo conseguir papeles en varias películas giallo y de terror que fueron exitosas, comedias sexuales y películas de género Poliziottesco . Entre ellas se encuentran Los fríos ojos del miedo (Cold Eyes of Fear, 1971), La noche de los demonios (1972), Il Boss (1973), La flor de los pétalos de acero (1973), Sette note in nero (1977 con Jennifer O'Neill ), Joy of Flying (1977), Dracula 2000 (Graf Dracula in Oberbayern, 1979), una comedia sexual bávara, Siete hombres de oro en el espacio (Star Odyssey, 1979), Encuentro en el abismo (Encounters in the Deep,1979), Hércules (1983 con Lou Ferrigno ) y El devorador del océano (Monster Shark,1984).
En 1980 protagonizó la obra Candida en el Teatro Morlacchi de Perugia .
Después de aparecer en Space: 1999 (1975) como Tony Cellini en el episodio " Dragon's Domain ", Garko se concentró más en la televisión, el teatro y los comerciales de televisión. Aunque establecido en Europa, permaneció poco conocido en América . En una entrevista, Garko mencionó que había rechazado el papel principal en Pretty Baby (1978) con Brooke Shields .
Garko continuó apareciendo regularmente en la televisión italiana hasta bien entrado el nuevo milenio. Interpretó a Tancredi Lombardi en 52 episodios de la comedia adolescente de 2016-2017 Maggie & Bianca: Fashion Friends.
En 2018, interpretó al Padre Merrin en la versión teatral de El Exorcista, en el Teatro Nuovo de Milán.[cita requerida]

## Homenajes
En 2022 recibe el Premio Tabernas de Cine en el Almería Western Film Festival (AWFF), un galardón dedicado a las grandes figuras que dejaron su  huella en los wésterns rodados en Tabernas. Todos ellos cuentan con su propia silla en el Paseo del Cine de Tabernas, una iniciativa para mantener vivo el recuerdo de estas leyendas del género.

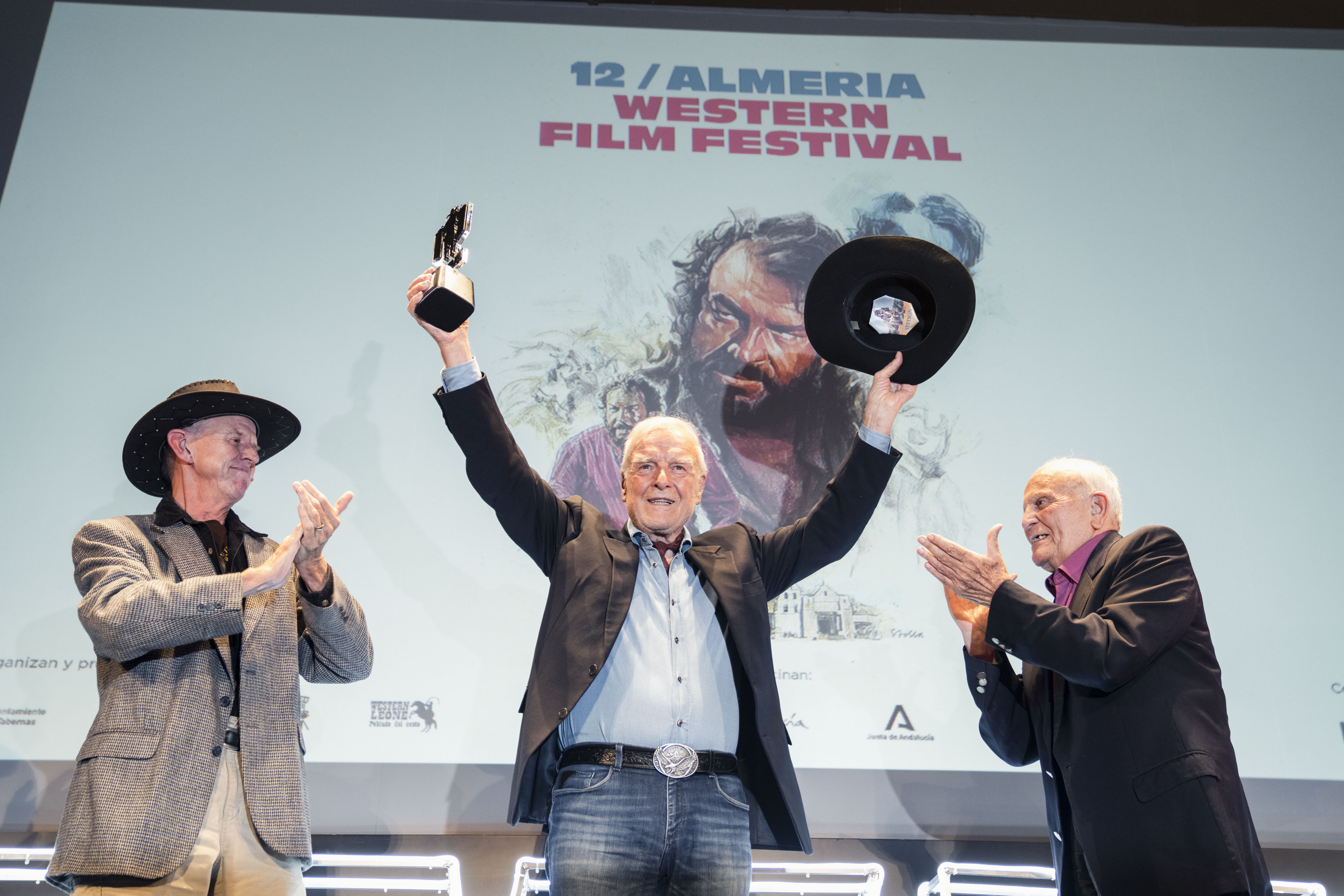
Gianni Garko en el AWFF 2022 recibe el Premio Tabernas de Cine de manos del cineasta Alex Cox.